# Almoño
Almoño (en eonaviego, Almoñu) es una casería perteneciente a la parroquia de Villar de Sapos, en el concejo de Allande, comarca del Narcea, Principado de Asturias, España.